# All I Do Is Win
All I Do Is Win è un singolo di DJ Khaled, estratto dall'album Victory. Il brano vede la partecipazione dei Rapper T-Pain, Ludacris, Rick Ross, e Snoop Dogg. La canzone è stata pubblicata l'8 febbraio del 2010, insieme a Put Your Hands Up. La canzone raggiunse il numero 24 della Billboard Hot 100, e venne certificata triplo disco di platino dalla RIAA. La canzone ha anche un remix, che vede la partecipazione di Rick Ross, Busta Rhymes, Diddy, Nicki Minaj, Fabolous, Jadakiss, Fat Joe, Swizz Beatz, e T-Pain. 
Nell'episodio del cartone animato Ducktales Il mistero degli 87 centesimi viene ballata dal personaggio Cuordipietra Famedoro.

## Tracce
- Download digitale

1. All I Do Is Win - 3:52